# Lendersdorf
Lendersdorf (Ripuarisch: Lengeschdörp) is een plaats in de Duitse gemeente Düren, deelstaat Noordrijn-Westfalen, en telt 3.693 inwoners (31 december 2020). Lendersdorf ligt op de westoever van de rivier de Rur, ten zuiden van de stad Düren. In het dorp begint een kunstmatige aftakking van de Rur met de naam Lendersdorfer Mühlenteich. Deze (samen met de waterwerken daarin als industrieel erfgoed beschermde) waterloop is geen vijver (Duits: Teich), maar een enkele kilometers lange kunstmatige molenbeek, die sedert de 16e eeuw langs circa 20 watermolens stroomde en de werking van die molens mogelijk maakte. Enkele van deze molens zijn in de 19e eeuw tot (in enkele gevallen nog bestaande) fabrieken uitgegroeid.
Lendersdorf heeft een station aan de spoorlijn Düren - Heimbach.
Het dorp Lendersdorf ontstond in de middeleeuwen (eerste schriftelijke vermelding: 1005). Het was in de 15e en 16e eeuw belangrijk genoeg, om een eigen rechtbank te hebben. Vanaf de 18e eeuw waren hier ijzer verwerkende bedrijven gevestigd. Eén daarvan was van de familie Hoesch. Toen dat vanuit Lendersdorf naar het Ruhrgebied verhuisde, ontstond daaruit het bekende staalconcern Hoesch AG. De voormalige ijzergieterij van de familie Hoesch staat nog steeds te Lendersdorf.
Te Lendersdorf staat een van de vier stadsziekenhuizen van de gemeente Düren, het in de 19e eeuw door grootindustrieel en filantroop Benno Schoeller geschonken St. Augustinus Krankenhaus (ruim 250 bedden). In aparte ruimtes van dit ziekenhuis zijn twee kleine musea ondergebracht: een carnavals- en een brandweermuseum.

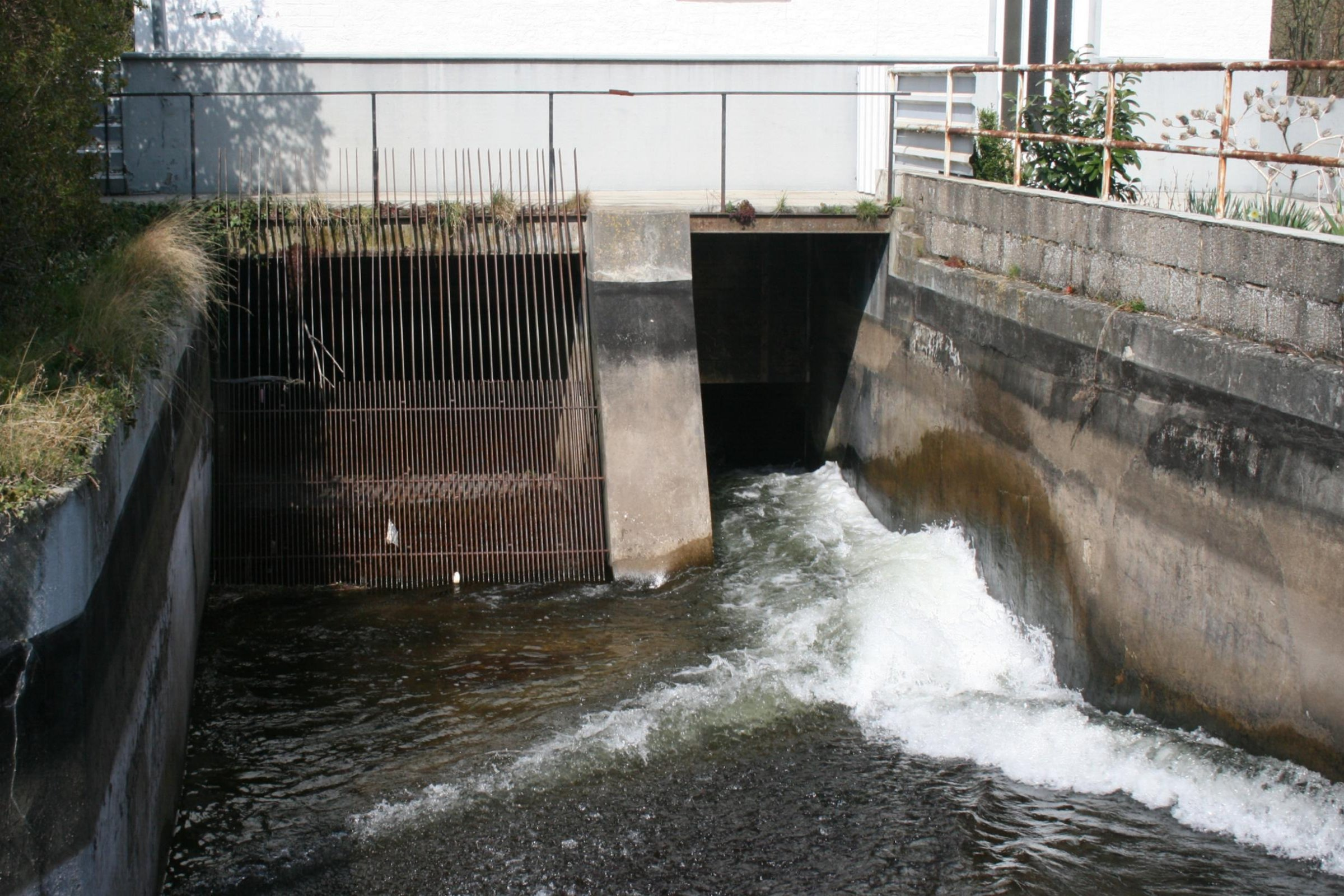
Stuw in de Lendersdorfer Mühlenteich
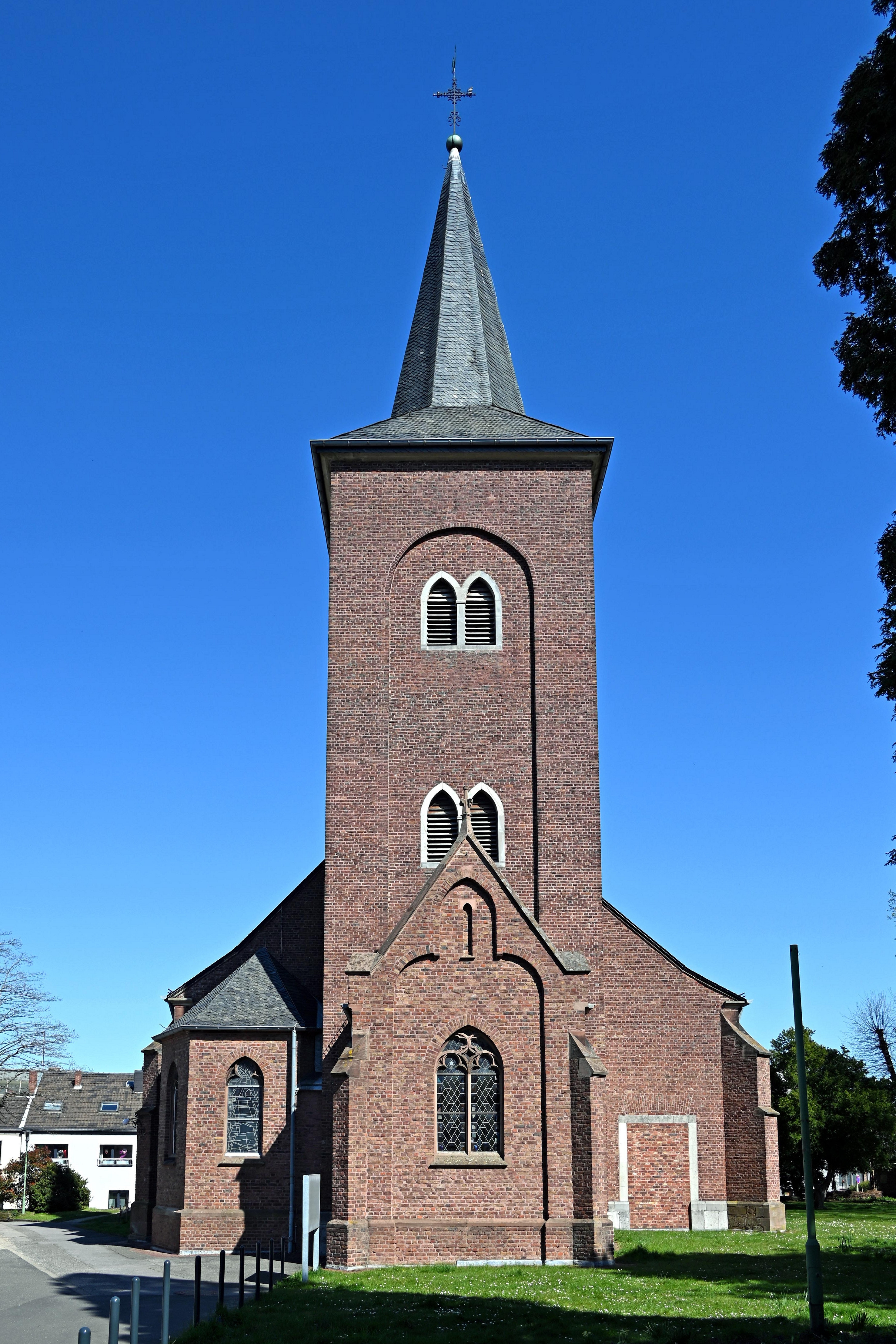
St. Michaelskerk, Lendersdorf (ca. 1500; in de 19e eeuw ingrijpend verbouwd na het instorten van de toren)
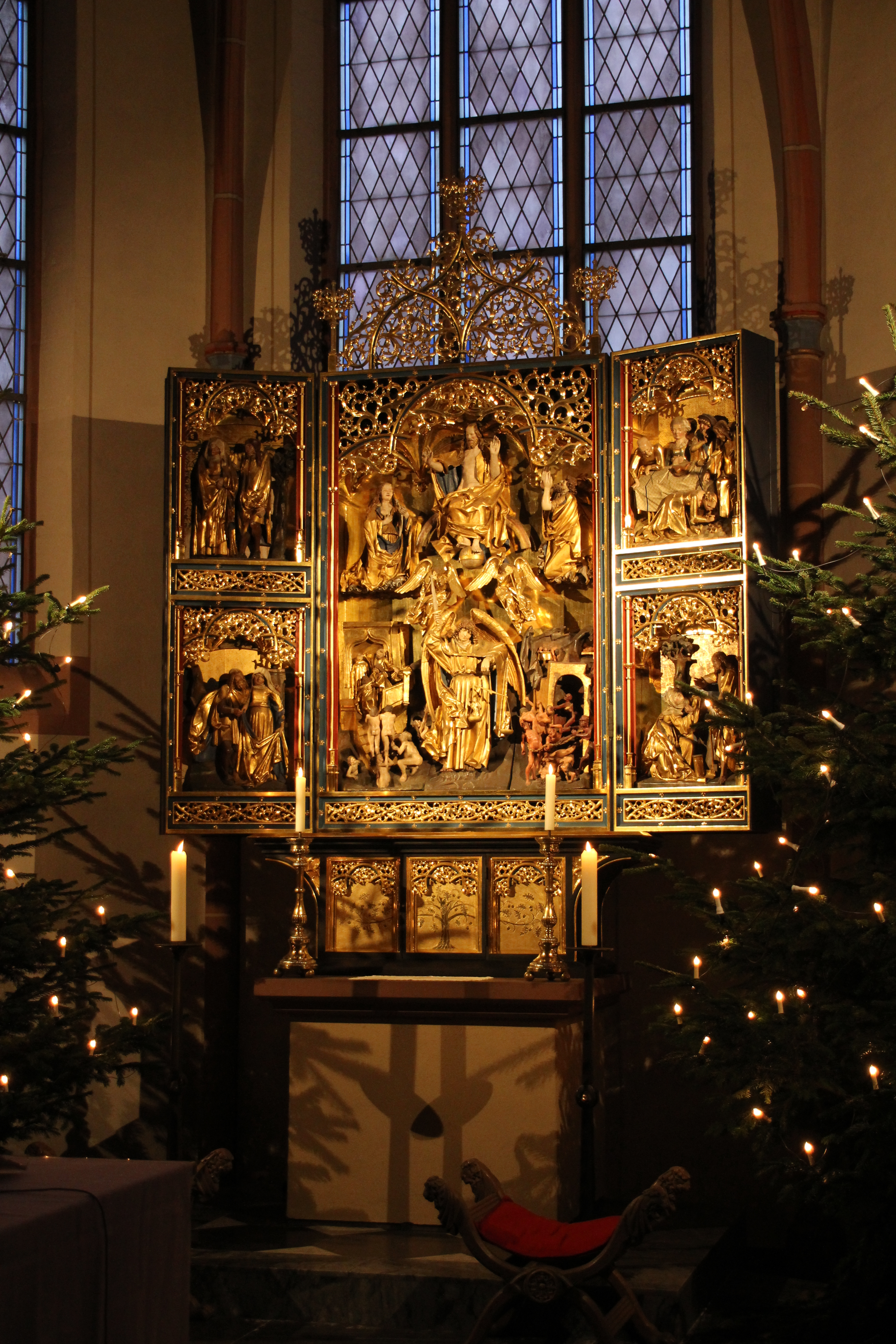
Altaarstuk uit ca. 1550 in deze kerk, gemaakt door Benedikt Dreyer uit Lübeck
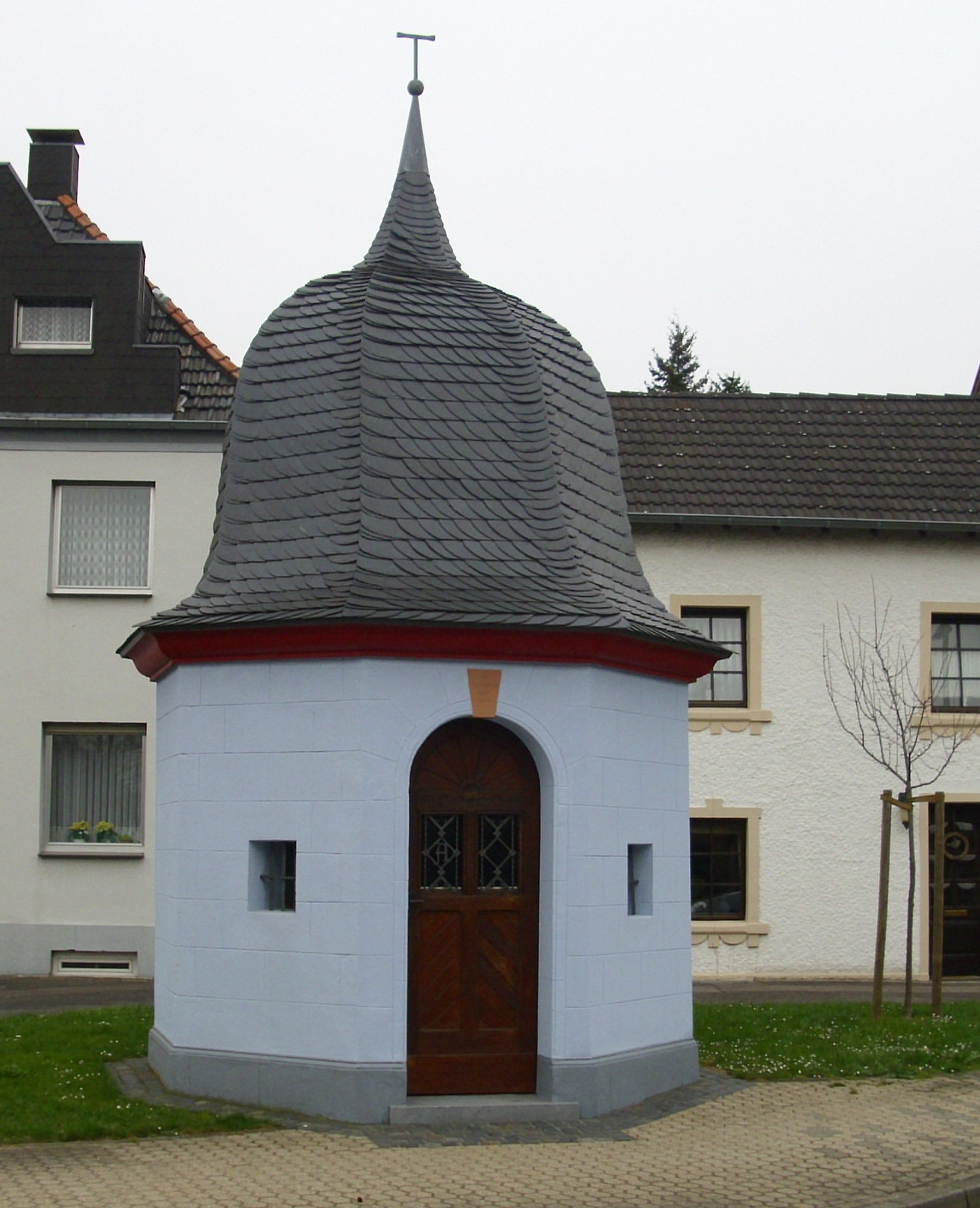
St. Antoniuskapel (1650), Lendersdorf
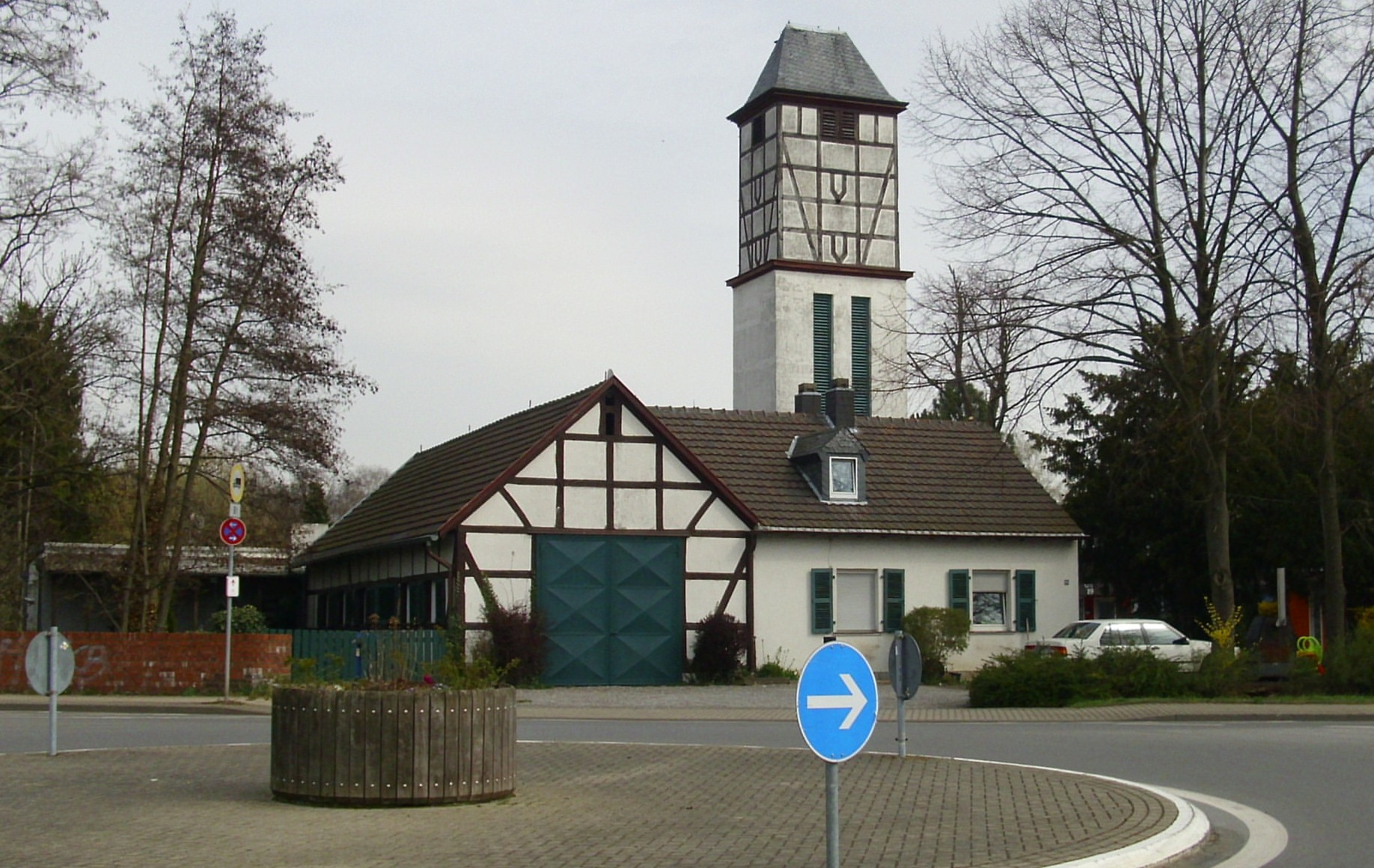
Het markante brandweerhuisje van het dorp
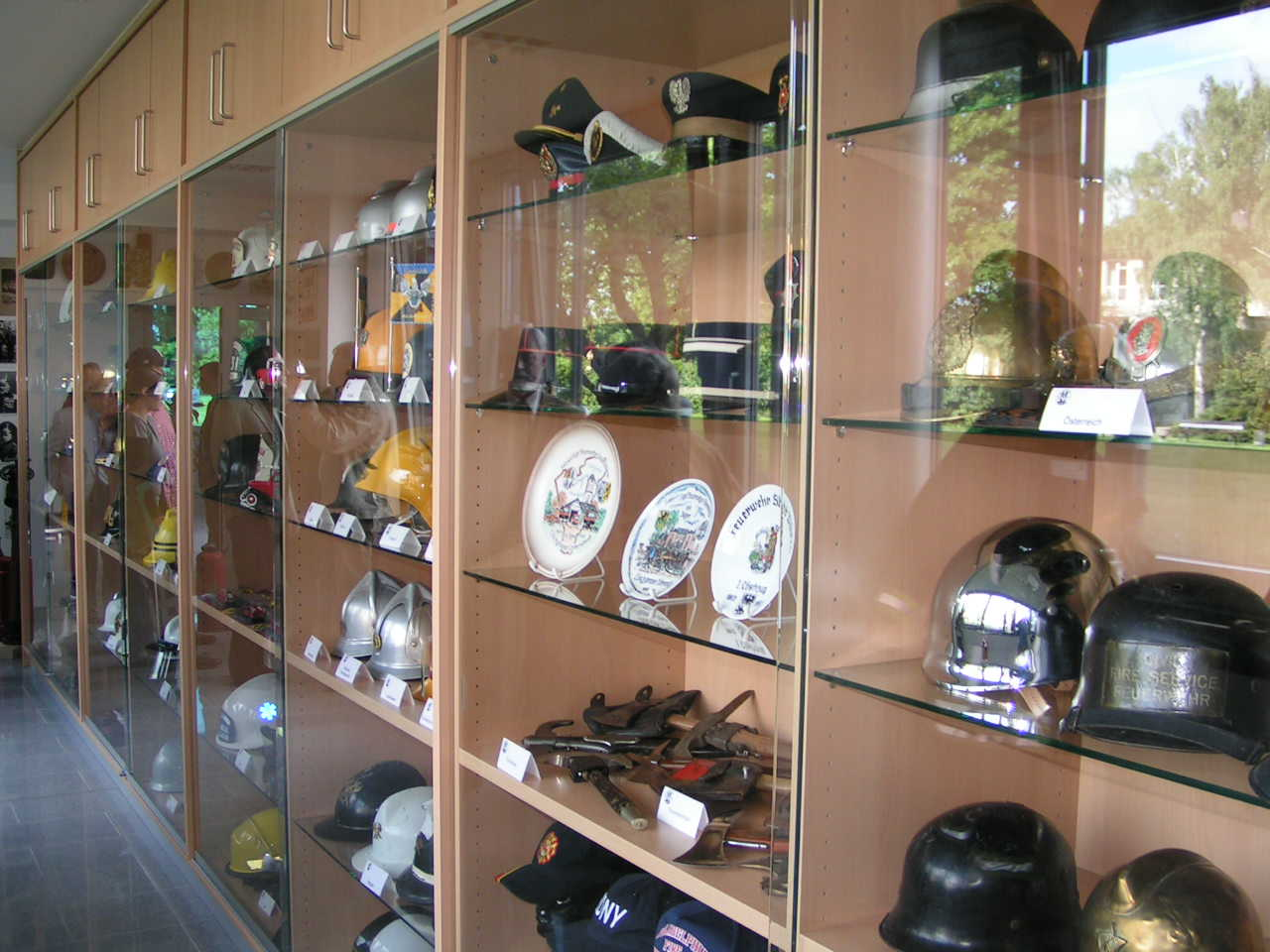
In het brandweermuseum
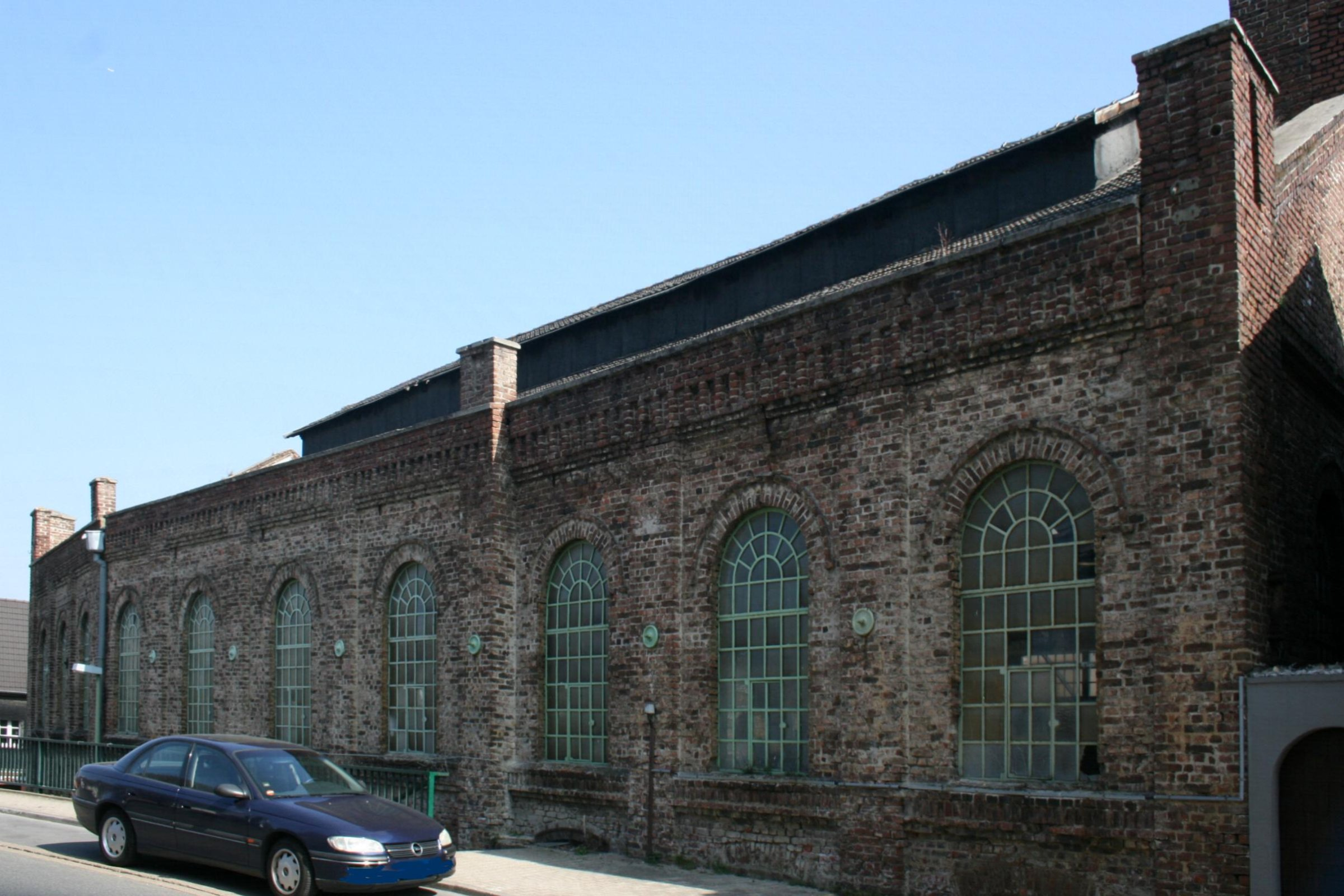
Voormalige ijzergieterij Hoesch
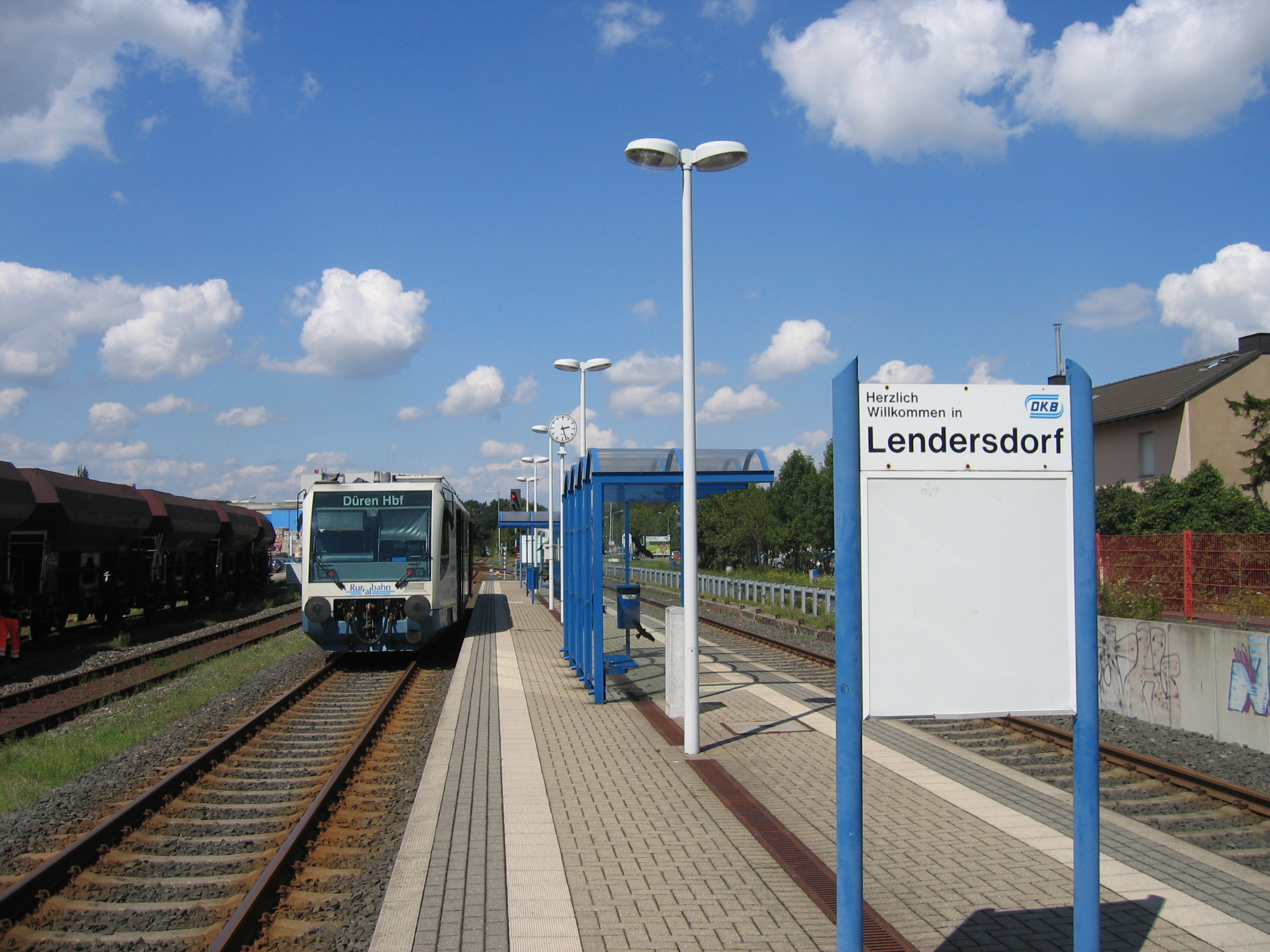
Station
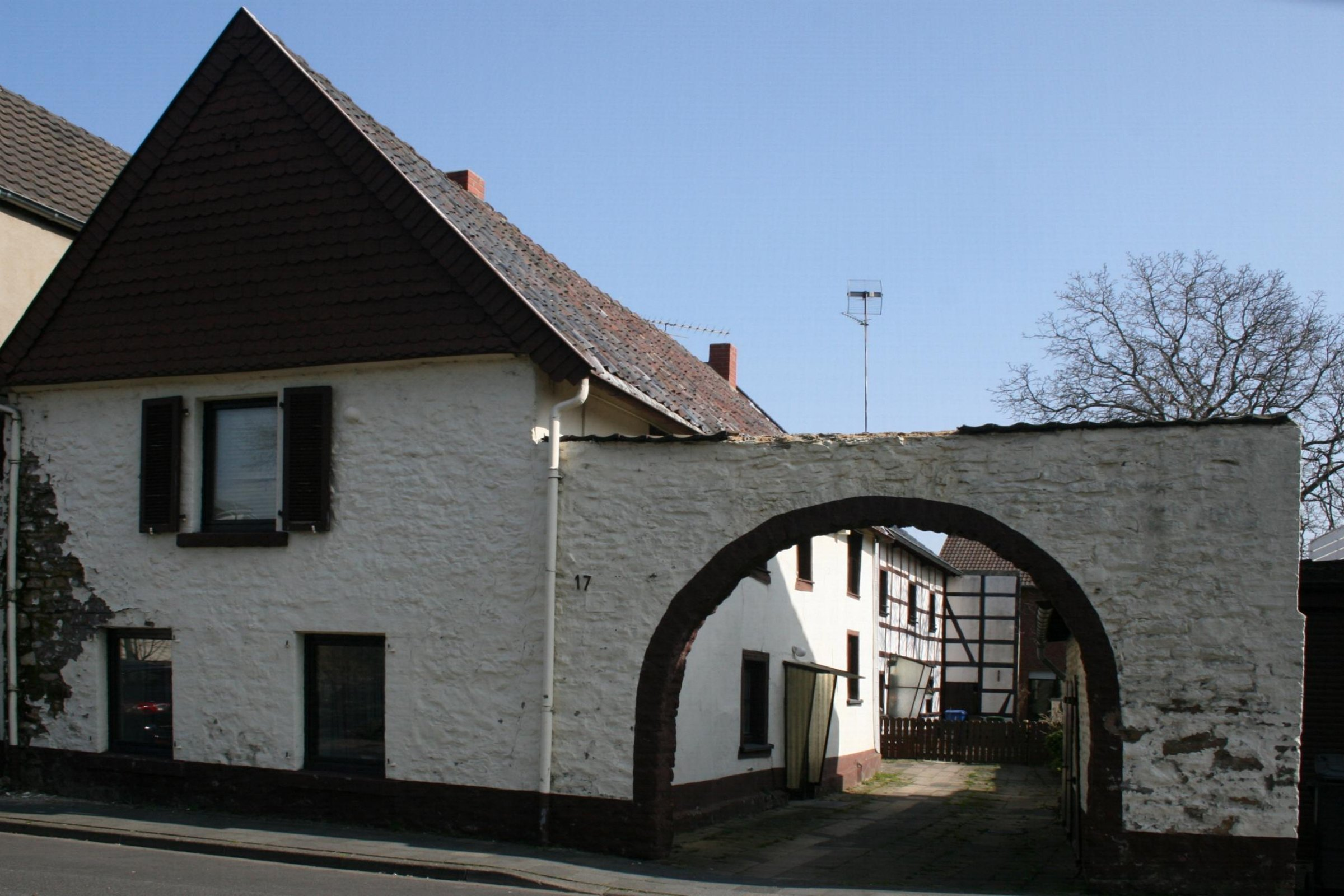
18e-eeuws huis in het dorp met typische koetspoort

## Geboren
- Annemarie Zimmermann (* 10 juni 1940),  kanovaarster (Olympisch goud in 1964 en 1968)